# Солянка (приток Сарбая)
Солянка — река в России, протекает по территории Самарской области. Устье реки находится в 32 километрах от устья по правому берегу реки Сарбай (окрестности села Трудовая Солянка). Длина реки — 17 километров, площадь водосборного бассейна — 141 км². Есть несколько притоков. Исток находится в окрестностях села Вольная Солянка.

## Этимология
Своё название река получила из-за солоноватого вкуса воды.

## Данные водного реестра
По данным государственного водного реестра России относится к Нижневолжскому бассейновому округу, водохозяйственный участок реки — Большой Кинель от истока и до устья, без реки Кутулук от истока до Кутулукского гидроузла. Речной бассейн реки — Волга от верхнего Куйбышевского водохранилища до впадения в Каспий.
Код объекта в государственном водном реестре — 11010000812112100008586.